# 許子妝
許子妝（?—?），是东周时期的许国后期的君主，姜姓名子妆，男爵。出土文物许子妆簠，是证明古文献关于许子妆记载的实物资料。许子妆簠现藏上海博物馆，高9.8厘米，口纵宽21.6厘米，口横宽29厘米。盖上铭文共5行33字。